# Église Saint-Affre de Loisin
L'église Saint-Affre de Loisin est une église catholique française situé dans la commune de Loisin, dans le département de la Haute-Savoie.

## Historique
L'église est restaurée en 1729. Le chœur fait l'objet lui aussi d'une restauration avec un nouvel autel à colonnes torses, dédié à la Vierge.[réf. nécessaire]
L'église connait de nombreuses restaurations, notamment en 1822, elle le sera à nouveau entre 1883 et 1892. La flèche actuelle du clocher, quant à elle est réparée en 1847 et 1900.[réf. nécessaire]

## Description
L'église comporte un Christ en bois fort intéressant, réalisé par Jacques Boullier dit "Vasselin", peintre et sculpteur, né en 1928 à Metz (Moselle), décédé en février 2021. Deux vitraux en dalles de verre de l'artiste Gabriel Gouttard (1927-2015).

### Bibliographie

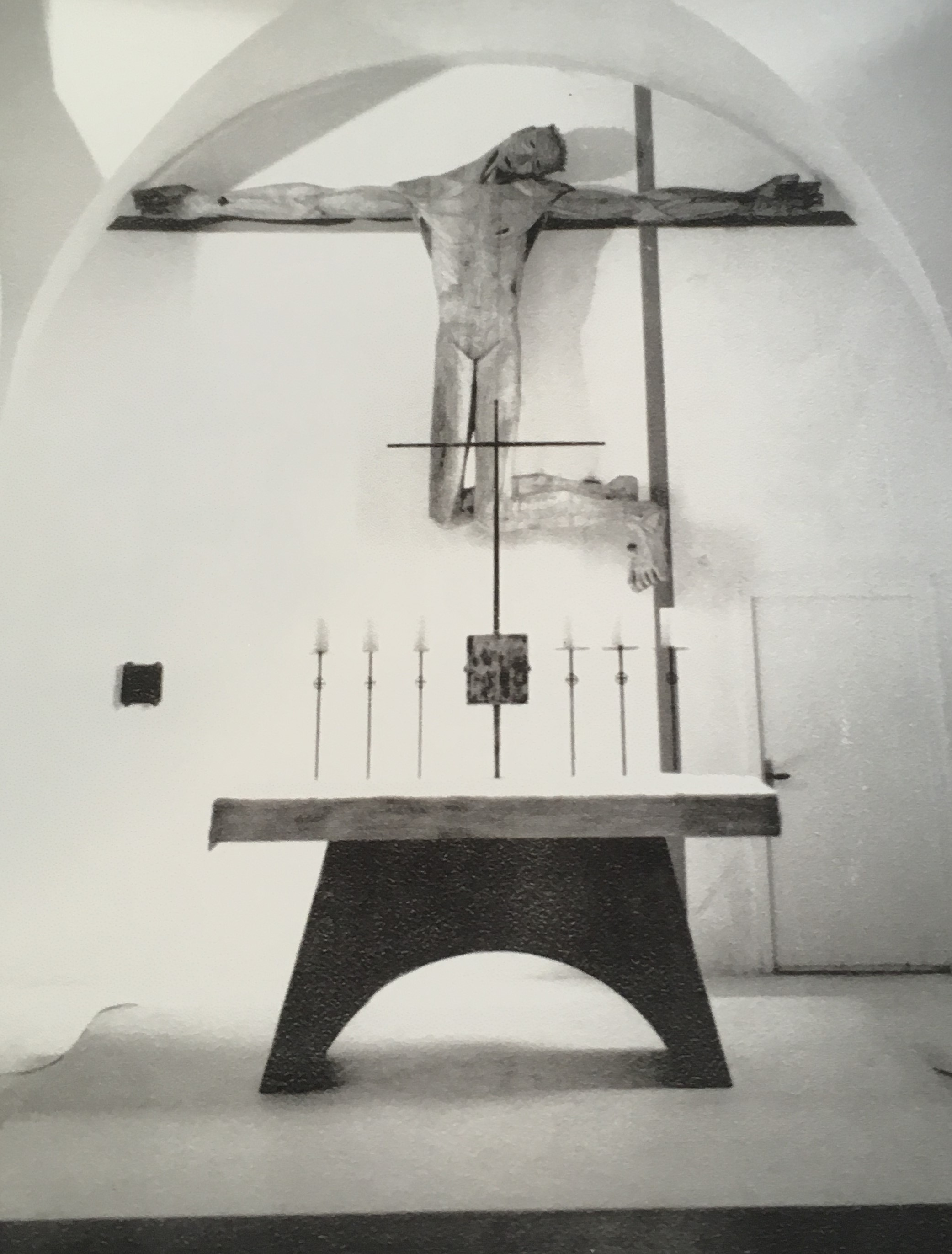
Christ en croix sculpté par Jacques Boullier dit Vasselin